# 岡順次
岡 順次（おか じゅんじ、1877年〈明治10年〉4月2日 - 1964年〈昭和39年〉10月14日）は、日本の政治家、実業家。徳島県鳴門市出身。位階は従七位。勲等は勲四等瑞宝章。

## 経歴
板野郡撫養町（現在の鳴門市）で生まれた。公友会派に属した。1911年（明治44年）10月1日から板野郡選出の徳島県会議員を務めた。また、1915年（大正4年）10月12日から1918年（大正7年）12月25日まで第24代同副議長を、同日から1919年（大正8年）9月30日までと、同年10月14日から1920年（大正9年）5月11日まで第22・23代同議長を務めた。その他、大津村長、徳島倉庫取締役、徳島民報社取締役会長、徳島毎夕新聞社長などを務めた。
また、日露戦争に出征し、第11師団軍法会議判士を務め、陸軍輜重兵中尉に昇進した。
1920年（大正9年）、第14回衆議院議員総選挙に徳島県第5区から立候補して当選し、立憲政友会に属して活躍した。当選に伴い同年5月10日に県議を辞職した。
1924年（大正13年）1月に政友本党に移った。同月31日に退任した。
1964年（昭和39年）10月14日、88歳で没する。